# Vllahinë
Vllahinë è una frazione del comune di Selenizza in Albania (prefettura di Valona).
Fino alla riforma amministrativa del 2015 era comune autonomo, dopo la riforma è stato accorpato, insieme agli ex-comuni di Armen, Brataj, Kotë e Sevaster a costituire la municipalità di Selenizza.

## Località
Il comune era formato dall'insieme delle seguenti località:
- Vllahine
- Kocul
- Mertiraj
- Rexhpaj
- Haderaj
- Mallkeq
- Gernec
- Pete
- Kropisht
- Vezhdanisht
- Peshkepi
- Penkov